# Marc Mendelson
Marc Mendelson  (n. 6 noiembrie 1915, Londra, Regatul Unit al Marii Britanii și Irlandei – d. 9 decembrie 2013, Uccle, Comunitatea Francofonă din Belgia⁠(d), Belgia) a fost un pictor, grafician și sculptor belgian care a trăit în Bruxelles, Belgia.